# 布氏鼬鯰
布氏鼬鯰，為輻鰭魚綱鯰形目鼬鯰科的其中一種，為熱帶淡水魚，分布於南美洲巴西Marowijne河流域，體長可達15.5公分，棲息在森林覆蓋的溪流的底層水域，生活習性不明。